# ميخائيل ريد (لاعب كرة قدم أمريكية)
ميخائيل ريد (بالإنجليزية: Michael Reid)‏ هو لاعب كرة قدم أمريكية أمريكي، ولد في 25 يونيو 1964 في ألباني في الولايات المتحدة.

## وصلات خارجية
- ميخائيل ريد (لاعب كرة قدم أمريكية) على موقع مرجع كرة القدم المحترفة.كوم (الإنجليزية)